# Val Poschiavo
La Val Poschiavo  (Val Pus-ciav in lombardo; Val Puschlav in romancio, Puschlav in tedesco) si trova in Svizzera, nel Canton Grigioni, una delle quattro valli grigionesi che fanno parte della cosiddetta Svizzera Italiana (insieme alla Val Calanca, alla Val Mesolcina, e alla Val Bregaglia). Le sue località principali sono Brusio e Poschiavo.

## Geografia fisica e posizione
La valle è percorsa dal fiume Poschiavino che scorre verso la Valtellina. Ha inizio dal Lago Bianco, presso il Bernina; durante il percorso è bagnata dal lago di Poschiavo (bacino creato da una frana durante la preistoria); finisce a Tirano dove il fiume sfocia presso la riva destra dell'Adda. Come la Val Bregaglia, la Valposchiavo è geograficamente isolata dal resto della Svizzera italiana. È invece adiacente alla Valtellina, dalla quale è raggiungibile passando per il confine italo-svizzero a Tirano. Si trova in territorio svizzero da secoli:
(Cesare Cantù, Il sacro macello di Valtellina)
Il passo del Bernina la collega all'Engadina. È raggiungibile anche da Livigno (comune italiano, situato al nord dello spartiacque alpino, ma italofono), passando per la Forcola di Livigno. Dal punto di vista orografico si trova nelle Alpi Retiche occidentali e separa le Alpi del Bernina a sud-ovest dalle Alpi di Livigno a nord-est. In virtù delle altitudini molto diverse (il percorso della valle incomincia da un'altezza di 2300 m per finire a soli 550 m), presenta una notevole varietà di climi.

## Dati demografici e amministrativi
La Valposchiavo svizzera conta circa 4 700 abitanti (censimento al 31 dicembre 2005: 4 685 abitanti) per una superficie di 237 km². Forma il distretto amministrativo del Bernina, con capoluogo Poschiavo. Per quanto riguarda le confessioni, la popolazione si compone per circa tre quarti di cattolici e per circa un quarto di protestanti (i Grigioni sono infatti una delle poche zone geografiche in cui vi sia una componente protestante italofona di una certa consistenza e inquadrata nella Chiesa evangelica riformata del Canton Grigioni). La valle è divisa in due comuni: il Comune di Poschiavo a nord e il Comune di Brusio a sud, che è sul confine con l'Italia. Di là dal confine c'è il Comune di Tirano, dove il Poschiavino confluisce nel fiume Adda.
| Comune    | Superf. in km² | Abitanti | Lingua  | Lingua   | Lingua   |
| Comune    | Superf. in km² | Abitanti | tedesco | romancio | italiano |
| --------- | -------------- | -------- | ------- | -------- | -------- |
| Brusio    | 46,29          | 1.198    | 5 %     | 1 %      | 92 %     |
| Poschiavo | 191,01         | 3.487    | 8 %     | 0 %      | 90 %     |

## Lingua e dialetti
La lingua dell'intera valle è l'italiano, vengono anche parlati il dialetto poschiavino e dialetto di Brusio, entrambi facenti parte dei dialetti alpini della lingua lombarda.